# Heidelberg (Victoria)
Heidelberg, eine früher eigenständige Gemeinde, ist ein Vorort der Hauptstadt Melbourne des australischen Bundesstaates Victoria. Es umfasst 2,7 km² und liegt 14 km nordöstlich des Stadtzentrums von Melbourne. Am 15. Dezember 1994 wurde der größte Teil von Heidelberg City mit dem Eltham Shire zum Kommunalverband Banyule City zusammengeschlossen.
Durch Heidelberg fließt ein Arm des Yarra River, kurz vor dessen Mündung in die Port-Phillip-Bucht.
Nachbarorte sind Heidelberg West und Heidelberg Heights.
Der Ortsname ist für Australier vor allem mit der Heidelberg School (unter anderem die Maler Charles Conder, Tom Roberts und Frederick McCubbin), einer australischen Kunstbewegung des späten 19. Jahrhunderts, verbunden.

## Geschichte

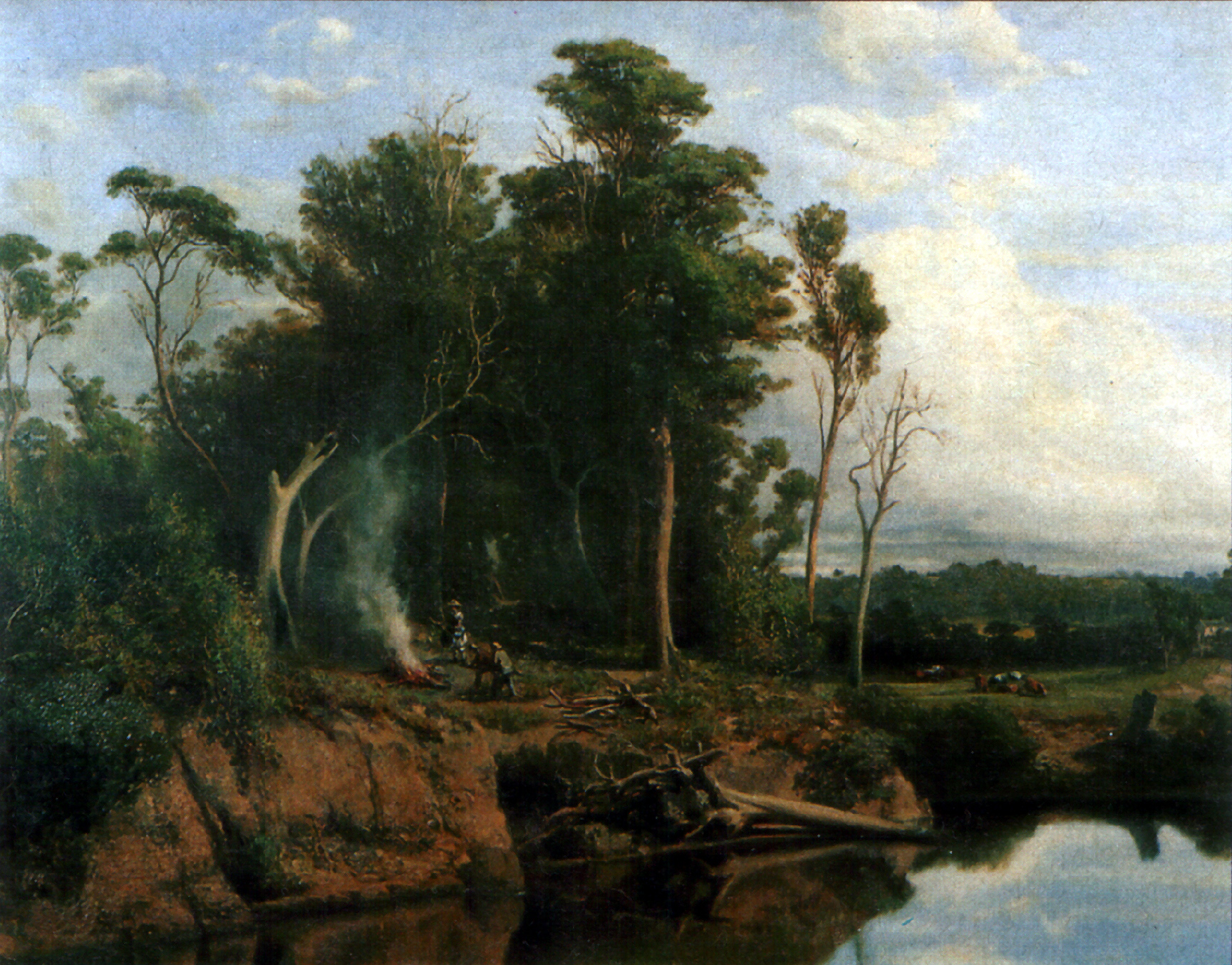
Wintermorgen bei Heidelberg, Yarra River, von Abram Louis Buvelot (1866)

Das Land in und um Heidelberg wurde 1838 in einer Landauktion durch die britische Krone versteigert. Dort entstand eines der ersten landwirtschaftlichen Zentren. Bis in die 1840er Jahre trug es den Ortsnamen Warringal (‚Adlerhorst‘ in der lokalen Sprache der Aborigines) und wurde durch einen Immobilienhändler, der aus dem deutschen Heidelberg kam, 1840 in Heidelberg umbenannt. 1871 wurde Heidelberg zum Shire, am 11. April 1934 City (‚Stadt‘).
Das Stadthaus (Heidelberg Town Hall, Rathaus) wurde 1937 gebaut. Die Besiedlung kristallisierte sich entlang der Heidelberg Road und der Bahnlinie Melbourne–Hurstbridge. Entlang dieser Nord-Ost-Achse liegen Darebin, Ivanhoe, Eaglemont, Rosanna, Macleod, Watsonia und Greensborough.
Heidelberg West diente 1956 als Teil des olympischen Dorfs bei den Sommerspielen in Melbourne.
Zahlen zur Bevölkerungsentwicklung:
8.610 (1911)
34.401 (1947, ohne Greensborough)
60.007 (1961)
60.468 (1991)
61.557 (2006)

## Infrastruktur
Das Austin and Repatriation Hospital steht in Heidelberg. Ein Teil davon ist die Mercy Frauenklinik. Zusammen bilden sie das größte Krankenhaus in Victoria.
Der Bahnhof Heidelberg liegt auf der Tarifgrenze zwischen Zone 1 und 2 innerhalb des Melbourne Train Systems.
Das Einkaufszentrum Burgundy Street wurde nach einem Konkurs in den 1980er Jahren wieder neu eröffnet. Besonders seine Cafés sind eine regionale Attraktion.

## Persönlichkeiten
- Archibald Douglas Colquhoun (1894–1983), Porträtmaler und Kunstlehrer